# Stellaria palustris
Il centocchio delle paludi (Stellaria palustris Ehrh. ex Hoffm., 1791) è una piccola pianta (alta fino a 40 cm) bienne, di aspetto erbaceo appartenente alla famiglia delle Caryophyllaceae.

## Etimologia
Il nome del genere (Stellaria) è di origine latina e fa riferimento alla forma stellata del fiore. Palustris (nome specifico) si riferisce all'habitat usuale di questa specie. Il nome scientifico è stato definito nel 1795 dal chimico, botanico ed entomologo svedese Anders Jahan Retzius nato a Kristianstad nel 1742 e morto a Stockholm nel 1821.

In inglese questa pianta viene chiamata : Meadow Starwort.

## Descrizione
Si tratta di una esile pianta le cui dimensioni variano da 20 a 40 cm. La forma biologica della pianta è emicriptofita scaposa  (H scap) : sono piante perennanti per mezzo di gemme situate sul terreno e con asse fiorale allungato e con poche foglie.

### Radici
Le radici sono secondarie da rizoma.

### Fusto
- Parte ipogea: la parte sotterranea consiste in un sottile rizoma strisciante.
- Parte epigea: la parte aerea del fusto è prostrato - ascendente, dalla superficie liscia e dalla sezione tetragona; è inoltre mediamente ramoso e poco foglioso.

### Foglie
Le foglie sono lineari – lanceolate e tutte sessili. Alla base sono cuneate e l'apice è acuto, la parte centrale è solcata da un nervo. Il colore è verde glauco. Lungo il fusto le foglie sono disposte in modo opposto. Dimensione delle foglie: lunghezza 1,5 – 2 cm; larghezza 2 – 4 mm.

### Infiorescenza
L'infiorescenza è terminale ed è formata da un unico fiore sorretto da un peduncolo di 3 – 10 cm; la pianta nel suo insieme può avere fino a 20 fiori. Il fiore è protetto da brattee lanceolate di 2 – 7 mm. 

### Fiori
I fiori sono pentameri, ermafroditi, attinomorfi, dialipetali ed eteroclamidati. Il diametro dei fiori va da 12 a 18 mm.
- Calice: i 5 sepali sono liberi fra di loro e sono lunghi 5 – 7 mm di forma lanceolata con apice acuto; possiedono 3 venature longitudinali.
- Corolla: i 5 petali sono più lunghi dei sepali e sono divisi fino alla base in modo che ad un esame superficiale sembra che il fiore abbia 10 petali; il colore della corolla è completamente bianco. Dimensione dei petali: 7 – 10 mm (risultano quindi 1,2 – 2 volte più lunghi dei sepali).
- Androceo: gli stami sono 10
- Gineceo: l'ovario è supero e sincarpico; gli stili sono 3 a portamento eretto e sono lunghi da 5 a 7 mm.
- Fioritura: da maggio a giugno.

### Frutti
Il frutto è una capsula colorata di colore verde - paglia e di forma ovoidale – oblunga con apice acuto. Si apre tramite 6 valve. I semi hanno un colore bruno – rossastro scuro e sono subrotondi. Dimensione della capsula: 8 – 10 mm; dimensione dei semi 1,2 – 1,4 mm.

## Distribuzione e habitat
- Geoelemento: il tipo corologico è Eurosiber. (Europa – Siberia): zone fredde e temperato – fredde dell'Eurasia.
- Distribuzione: in Italia si trova solo al nord. È considerata comunque una specie rara. Nel resto del mondo si trova in Europa, in Asia settentrionale, in Australia e America del Nord (in particolare lungo l'estuario di San Lorenzo).
- Habitat: l'habitat tipico di questa specie sono i prati palustri o zone soggette ad inondazioni stagionali
- Distribuzione altitudinale: dal piano o quasi (100 m s.l.m.) fino a 1500 m s.l.m..

## Tassonomia

### Ibridi
Elenco di alcuni ibridi intraspecifici :
- Stellaria × glauciformis Bouvet (1873) – Ibrido fra : Stellaria graminea e Stellaria palustris
- Stellaria × hybrida Rouy & Foucaud (1896) – Ibrido fra : Stellaria alsine e Stellaria palustris

### Sinonimi
- Alsine glauca (With.) Britton
- Stellaria barthiana Schur (1876)
- Stellaria dilleniana Moench (1777)
- Stellaria fennica auct. non (Murb.) Perf. (1941)
- Stellaria glauca With. (1796)
- Stellaria graminea L. var. palustris Roth (1789)
- Stellaria heterophylla Magnin (1881)
- Stellaria laxmannii DC. (1824)
- Stellaria litigiosa Magnin (1881)
- Stellaria moenchii Magnin (1881)
- Stellaria palustris Ehrhart ex Hoffmann (1791), non Retz.